# Macaranga clavata
Macaranga clavata är en törelväxtart som beskrevs av Otto Warburg. Macaranga clavata ingår i släktet Macaranga och familjen törelväxter. Inga underarter finns listade i Catalogue of Life.